# Jean Krämer

Sechs Assistenten von Behrens am Arbeitsplatz: (von li.) Mies van der Rohe, Meyer, Hertwig, Weyrather (dahinter), Krämer, Gropius (mit Plan), 1908

Jean Krämer (gelegentlich auch Kremer oder Kraemer geschrieben; * 11. März 1886 in Kastel; † 17. Januar 1943 in Berlin) war ein deutscher Architekt, der in Berlin und im Umland zahlreiche Bauten realisieren konnte. Er bevorzugte Elemente des Expressionismus mit Hinwendung zur Neuen Sachlichkeit. Besonders bekannt wurde Krämer durch seine Um- und Neubauarbeiten verschiedener Berliner Straßenbahnbetriebshöfe in den 1920er Jahren, in der Literatur wird er deshalb häufig als „Hausarchitekt der Berliner Straßenbahn“ bezeichnet.

## Leben
Nach dem Schulbesuch studierte Krämer von 1903 bis 1905 an der Kunstgewerbeschule in Mainz Architektur. Im Jahr 1906 wechselte er an die Hochschule Düsseldorf, deren Leitung zu dieser Zeit Peter Behrens innehatte. Noch während der Ausbildung trat Krämer in das Berliner Büro von Behrens ein und wurde ab 1908 dessen Atelierchef.
Nach dem Ende des Ersten Weltkriegs eröffnete Jean Krämer 1918 ein eigenes Büro in Schöneberg. Dort entstanden im Lauf vieler Jahre Pläne von Ingenieurbauten, Industrieanlagen, städtebaulichen Komplexen, Mehrfamilienwohnhäusern, Landhäusern, luxuriösen Villen, Verwaltungsgebäuden, Bauten für kulturelle und sportliche Zwecke sowie komplette Inneneinrichtungen. Sein Schaffensschwerpunkt lag auf Fabrikgebäuden, Wohnbauten und Sportanlagen. Ein wichtiges Prinzip seiner Architekturentwürfe war die Einpassung der geplanten Gebäude in bereits vorhandene Baukomplexe und Straßenführungen. Die klare und funktionelle Anordnung der Räume im Inneren eines Gebäudes mit geräumigen Nebengelassen und Eingangsbereichen bestimmten die äußere Gestaltung seiner Bauten. Mit kleinen dekorativen Details gelang Krämer auch eine Nuancierung bei ansonsten langen Häuserzeilen, beispielsweise mit Bauvorsprüngen oder unterschiedlich gestalteten Hauseingängen.
Krämers Atelier, das er in den 1930er Jahren nach Charlottenburg, Oldenburgallee 60, verlegt hatte, konnte bis zu dessen Tod unzählige Bauten im Großraum Berlin verwirklichen, von denen heute viele unter Denkmalschutz stehen.
Jean Krämer war verheiratet und hatte eine Tochter.

## Entwürfe und Bauten
Ein erster Auftrag für das neue Büro war die Planung und Ausführung eines Industriekomplexes in Berlin-Tempelhof, Oberlandstraße, für die Norddeutsche Kühlerfabrik (1918/1919).
Ab 1920 übernahm Krämer die Weiterführung der von Peter Behrens begonnenen Wohnbausiedlung für die Arbeiterfamilien des AEG-Lokomotivwerkes in Hennigsdorf bei Berlin. 1922 waren die Gebäude bezugsfertig, bei deren Bau Krämer nach den Ideen des Reformwohnungsbaus vorging: „Menschen, die unter geordneten Bedingungen und in gesunder Luft leben können, erbringen größere Leistungen. […] Vom Standpunkt des Arbeiters aus sollten derartige Kleinwohnungen durchdacht werden.“ Krämer gelang trotz der Anlage als Reihenhaussiedlung eine Auflockerung derart, dass die Siedlung eher einen Gartenstadtcharakter erhielt. Diese Wohnsiedlung ist auch unter dem Namen Rathenauviertel bekannt und steht inzwischen unter Denkmalschutz.
Im Zeitraum von 1923 bis 1930 erhielt das Büro von Krämer eine Fülle von Aufträgen, die deshalb hier nicht exakt chronologisch dargestellt werden können. Wahrscheinlich wurden mehrere Projekte parallel bearbeitet und gebaut.
Der jüdische Möbelfabrikant Norbert Wiener aus Potsdam ließ sich vom Büro Krämer 1922 eine dreigeschossige Villa projektieren, die im Ortsteil Neubabelsberg in der Augustastraße 40 (der späteren Rosa-Luxemburg-Straße) errichtet wurde. Sie ist Bestandteil einer Landhauskolonie, in der auch andere Architekten der Moderne wie Max Landsberg ihre Ideen verwirklichen konnten. In dieser Villa wohnte Konrad Adenauer von Mai 1934 bis April 1935, der spätere Bundeskanzler der Bundesrepublik Deutschland.
Im gleichen Jahr baute Krämer in Oberschöneweide, einem späteren Ortsteil des Bezirks Treptow-Köpenick, ein Beamtenwohnhaus für die Niles-Werkzeugmaschinenfabrik (Wilhelminenhofstraße 85), ein Mietshaus in der Schillerpromenade 11/12 (1922/1923) und eine Neubausiedlung (Siedlung Gebag) für die Gemeinnützige Wohnungsbau-Gesellschaft (Gebag) im Bereich Zeppelinstraße / An der Wuhlheide / Fontanestraße / Triniusstraße (1924/1925), die inzwischen auch Fontanehof genannt wird.
Im Jahr 1924 gewannen die Architekten Jean Krämer und Johann Emil Schaudt den Wettbewerb für einen Ergänzungsbau einer Messehalle, den sie dann ausführen konnten. Es handelte sich um eine Ausstellungshalle des Vereins Deutscher Motorfahrzeug-Industrieller westlich der Ringbahn und zwischen der Neuen Kantstraße und dem Kaiserdamm, die bereits 1914 gebaut worden war, aber erst nach dem Ersten Weltkrieg erstmals genutzt werden konnte.
Krämer lieferte 1926 die Pläne für eine neue Halle auf dem Gelände der Akkumulatorenfabrik AFA (heute: BAE Batterien) in Berlin-Oberschöneweide.
In Berlin-Wittenau wurde zwischen 1928 und 1931 ein Volksschulgebäude als Backsteinbau mit bogenförmigem Grundriss nach Entwürfen von Jean Krämer und Hans Krecke errichtet. Die seit 2010 dort untergebrachte Sekundarschule erhielt in diesem Jahr den Namen Jean-Krämer-Schule. Die Schule galt bei ihrer Fertigstellung als eine der modernsten in Berlin. Sie war mit Zeichen- und Musiksälen, einer Waschküche für hauswirtschaftlichen Unterricht, einer Lehrküche, Räumen für den Werk- und den naturwissenschaftlichen Unterricht, einer Lehrer- und Schülerbücherei sowie zwei Turnhallen ausgestattet.
Immer wieder übernahm Krämer Privataufträge für Wohnhäuser in Steglitz, Köpenick, Neubabelsberg oder Wannsee.
Auch größere Wohnanlagen in verschiedenen Bezirken Berlins wurden von Krämer geplant, dazu gehören Teile der Gartenstadt am Südwestkorso (Rheingauviertel) in Berlin-Wilmersdorf, an der insgesamt 14 namhafte Architekten beteiligt waren.
Nicht alle Bauwerke aus dem Atelier von Jean Krämer sind hier dargestellt, in der Denkmalliste von Berlin finden sich noch weitere Industrie- und Wohnbauten.
Max Osborn, in den 1920er Jahren ein führender Berliner Kunst- und Architekturkritiker, kommentierte Krämers Arbeiten: „Derselbe Mann, der mit Bindern und Eisenträgern auf vertrautem Fuße steht und die kühnsten Konstruktionen berechnet, macht sich nun mit wahrer Lust daran, solche Häuser von der Fassade bis zur letzten Türklinke durchzuformen, sie praktisch, elegant und liebenswürdig auszugestalten […]“
In der Zeit des Nationalsozialismus waren die Architekturentwürfe von Jean Krämer immer weniger gefragt, sie entsprachen nicht dem Zeitgeist. Er konnte begonnene Bauten vollenden, aber kaum noch größere Aufträge ausführen.

## Wirken für die Berliner Straßenbahn
Nachdem sich 1920 viele Straßenbahnunternehmen in Berlin und den im selben Jahr eingemeindeten Vororten zur Berliner Straßenbahn zusammengeschlossen hatten, waren die von den zahlreichen Fuhrunternehmen genutzten Ställe und Wagenhallen nun zu modernisieren und ein repräsentativer Verwaltungsbau für die neue Gesellschaft wurde angestrebt.
Die zahlreichen Projekte zur überfälligen Modernisierung des Straßenbahnbetriebs konnten jedoch erst umgesetzt werden, nachdem die Hyperinflation 1923 überstanden war und die hochverschuldete städtische Berliner Straßenbahn aufgelöst wurde und mit Wirkung zum 10. September 1923 die privatrechtliche Berliner Straßenbahn-Betriebs-GmbH BSBG die Verantwortung übernahm. Diese Aufträge gingen größtenteils an Jean Krämer, die er meist mit dem Architekten und Bauingenieur Gerhard Mensch ausführte.

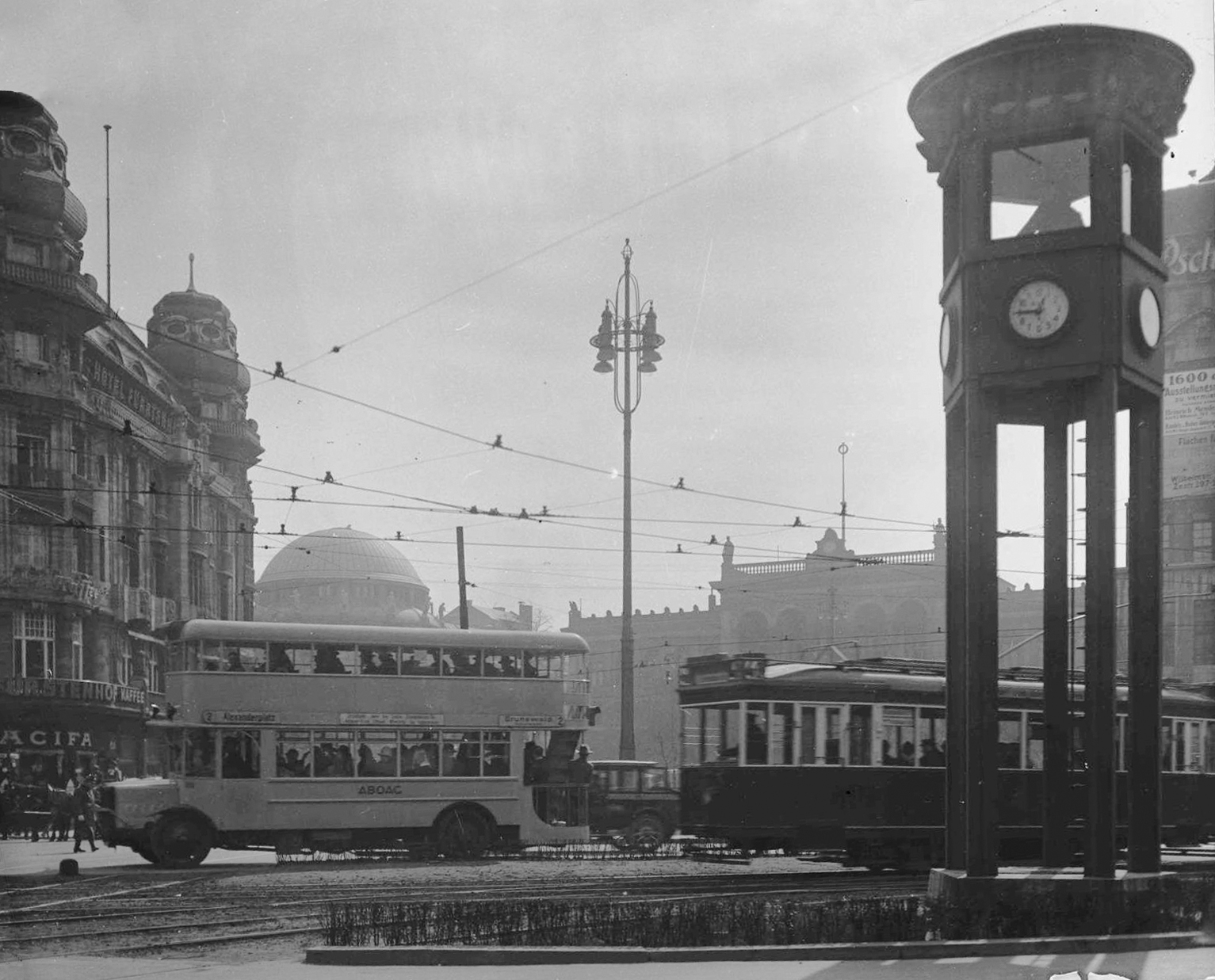
Verkehrsturm am Potsdamer Platz, im Dezember 1924 in Betrieb genommen

Im Jahr 1924 entwarf Jean Krämer im Auftrag der BSBG ein inzwischen weltweit bekanntes kleines Verkehrsbauwerk, den Verkehrsturm am Potsdamer Platz, um die regelmäßigen Verkehrsstaus und Verspätungen in den Griff zu bekommen. Der Entwurf orientierte sich an den Ampeltürmen, die in den USA gerade aufgestellt worden waren. Dieser Verkehrsturm war damit die erste Verkehrsampel Deutschlands, wobei die drei Ampelfarben nebeneinander angeordnet waren. In der Nacht zum 2. Oktober 1937 wurde der Verkehrsturm im Rahmen der Bauarbeiten für den unterirdischen S-Bahnhof Potsdamer Platz entfernt. Ein 1997 vorgenommener Nachbau wurde 2000 fast am alten Ort wieder aufgestellt. Er basiert auf den Plänen von Krämer, erfüllt jedoch keine Regelfunktion mehr.
Der alte Pferdebahn- und Straßenbahnbetriebshof Tempelhof zwischen der Friedrich-Wilhelm-Straße 17–19 und der Kaiserin-Augusta-Straße 76/77 wurde 1924–1925 von Krämer umgestaltet und mit einer stützenfreien Wagenhalle ausgestattet.

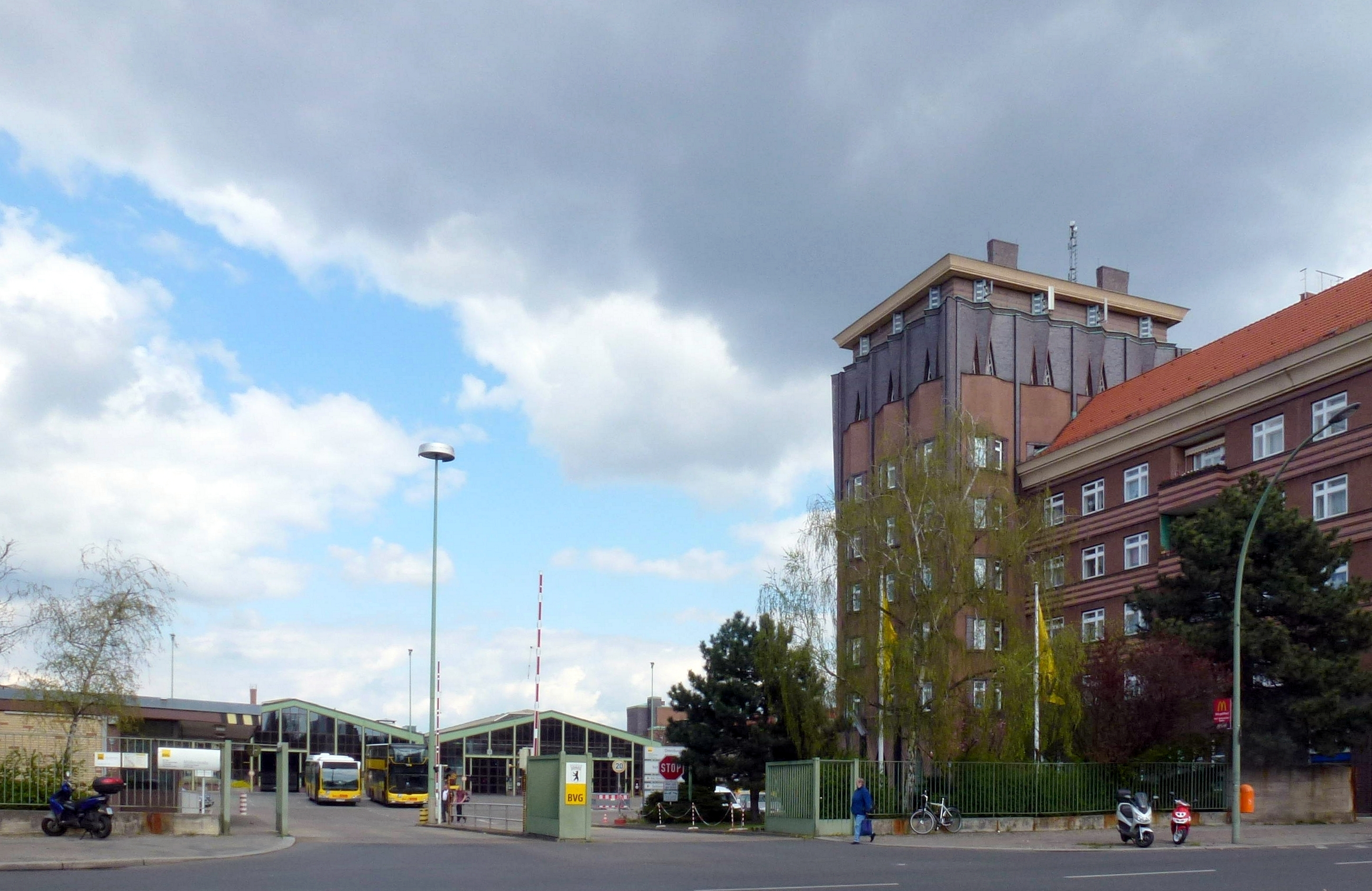
Betriebshof Müllerstraße nach Umbau für den Omnibusbetrieb

Zu den ausgeführten Bauten gehört auch der Abriss der ehemaligen Stallungen in Wedding (Müllerstraße 77–82 / Belfaster Straße / Londoner Straße), die 1925–1927 durch einen modernen Straßenbahnbetriebshof mit stilistisch passenden Wohnhäusern für die Angestellten der Straßenbahngesellschaft und einem Verwaltungsgebäude ergänzt wurden. Bald nach der Fertigstellung des Betriebshofs Müllerstraße bürgerte sich die Bezeichnung „Straßenbahnstadt“ für die gesamte Anlage ein. Schmückende Reliefs in den Fassaden wurden von Richard Bauroth angefertigt. 1958 wurde hier der Straßenbahnbetrieb stillgelegt und die Anlage in einen Omnibusbetriebshof mit Betriebswerkstatt umgebaut.

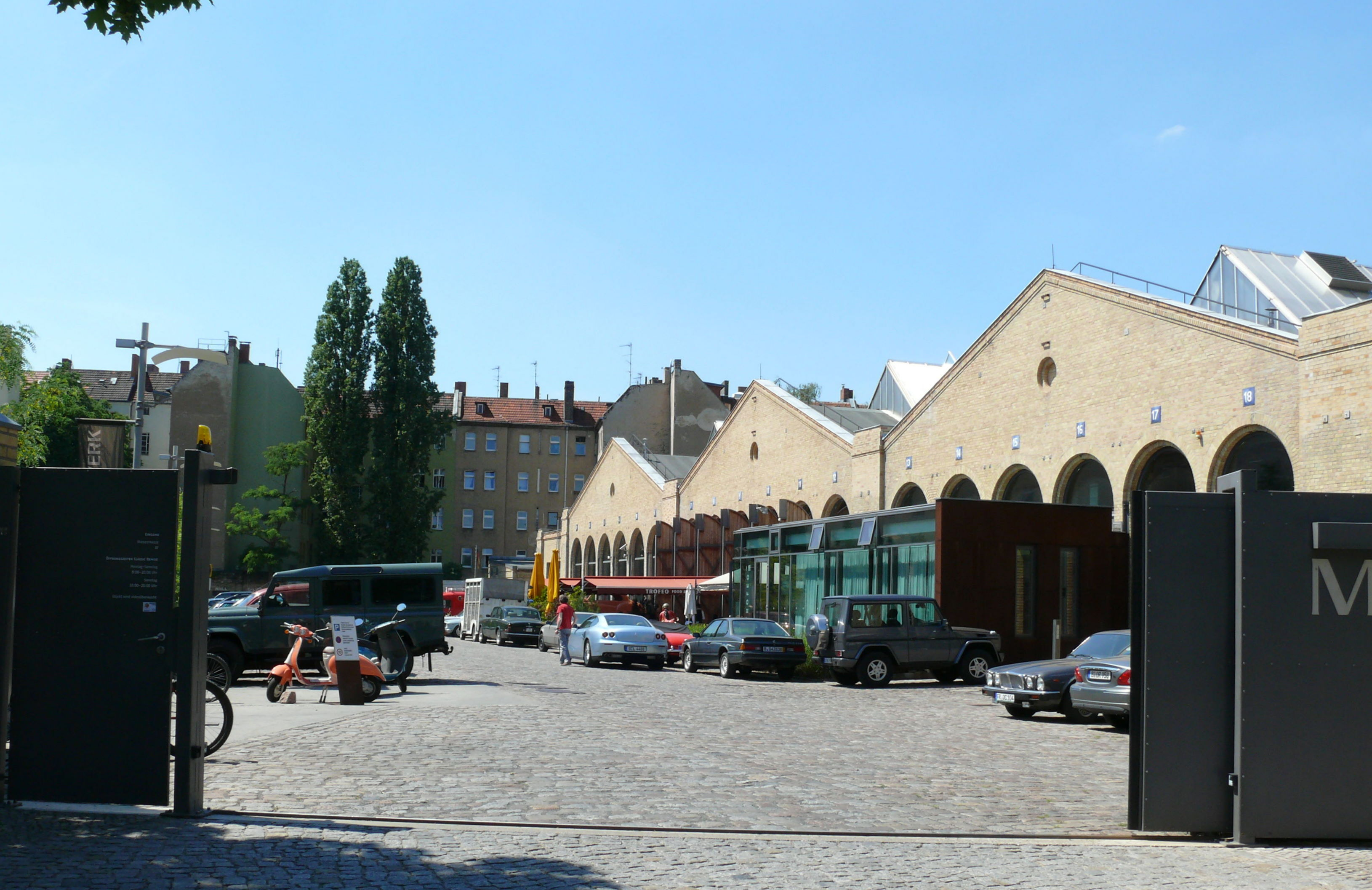
Ehemaliger Straßenbahn-Betriebshof Moabit, nun Classic Remise Berlin

Der bereits 1901 eröffnete Straßenbahnbetriebshof Moabit (Huttenstraße / Wiebestraße 29/30 / Sickingenstraße) wurde von Krämer 1926 umgebaut. Dort wurde vor allem die reich verzierte Giebelfront entfeinert, um die Fassade moderner zu gestalten. 1965 nach Stilllegung der Straßenbahn wurden die Hallen einige Zeit als Kulturzentrum genutzt. In den Anfangsjahren des 21. Jahrhunderts zog ein Dienstleistungszentrum in die nun total sanierten und Wiebehallen genannten Gebäude und bietet dort Oldtimer-Restaurierungen an.
Der 1910 eröffnete Straßenbahnbetriebshof Britz (Gradestraße 4–17 / Holzmindener Straße / Wussowstraße) wurde 1925/1926 und 1928–1933 nach Plänen von Krämer umgebaut. In diesem Zusammenhang wurde 1927–1930 eine weitere Wohnanlage um das Betriebshofsgelände herum für die Betriebsangehörigen errichtet.

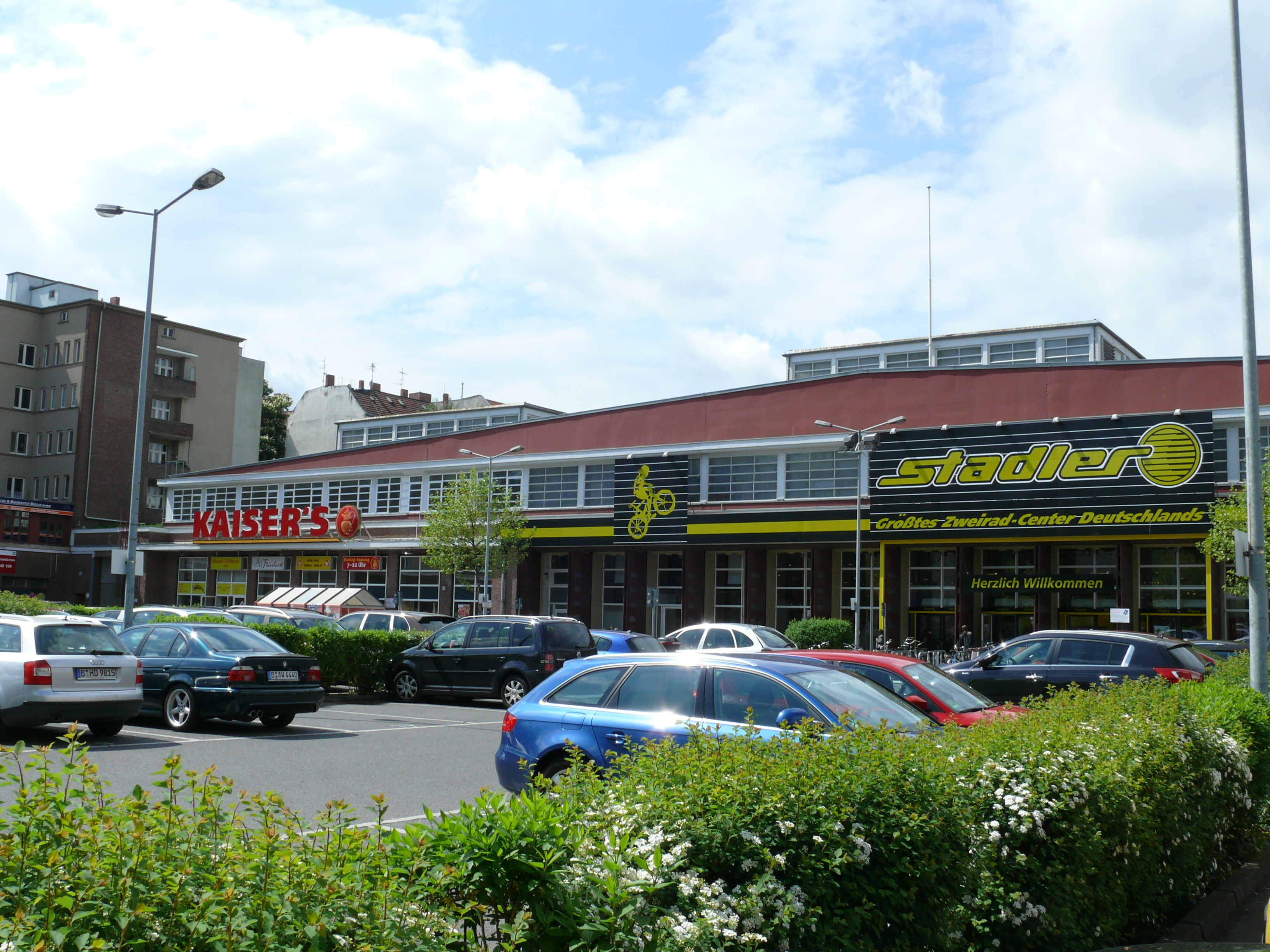
Wagenhalle des ehemaligen Betriebshofs Charlottenburg, 2013

Nach dem gleichen Muster entstand 1927–1930 der Betriebshof Charlottenburg an der Ecke Knobelsdorffstraße / Königin-Elisabeth-Straße gemeinsam mit dem Architekten Otto Rudolf Salvisberg. Auch hier wurde eine große Wohnsiedlung Siedlung Charlottenburg II um den Straßenbahnbetriebshof angelegt.
Hinzu kamen Neubauten und Umbauarbeiten für
- einen Werkstattanbau am Straßenbahnbetriebshof Niederschönhausen (1924)[35]
- das Hauptgebäude der neuen Straßenbahn-Betriebsgesellschaft in Berlin-Mitte am Leipziger Platz samt kompletter Innenausstattung (um 1925) und
- die Hauptwerkstatt Uferstraße an der Panke (Badstraße / Uferstraße / Gottschedstraße; die Uferhallen) (1926–1931) mit Werkstatt, Lager, Sägewerk, Personalräumen, Kraftwerk mit Kesselhaus.[36]

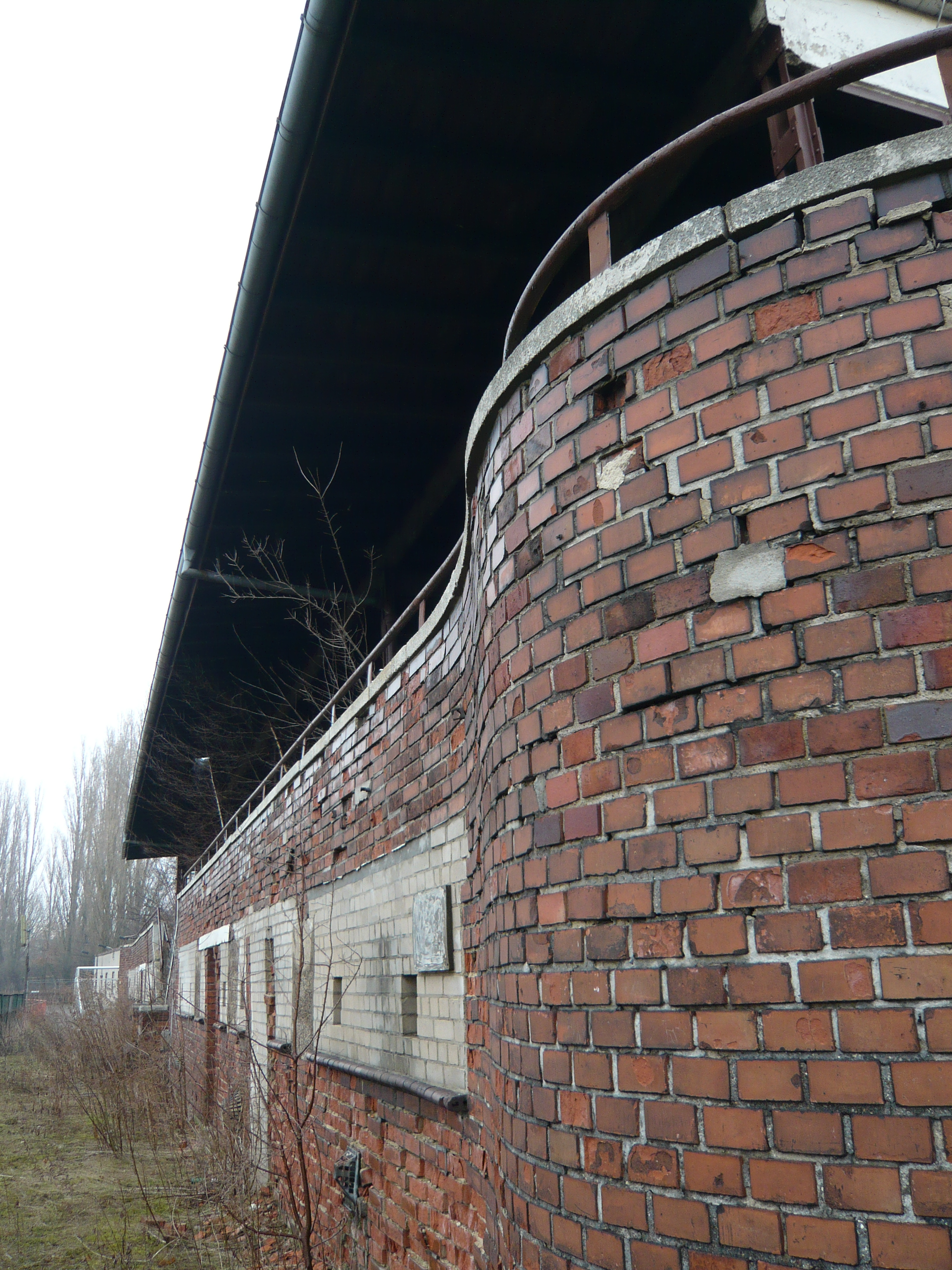
Tribüne des BVG-Stadions, 1927 von Jean Krämer

Auch Sportbauten projektierte Krämer, bekannt ist die Zuschauertribüne des BVG-Stadions an der Siegfriedstraße 71 in Lichtenberg neben dem großen Straßenbahnbetriebshof, die um 1925 fertiggestellt wurde. Vermutlich stammen auch die übrigen Bauten auf diesem Sportgelände (Freibad mit Sprungturm, Pförtner- und Sanitärhäuschen) aus Krämers Atelier, denn sie sind zeitgleich gebaut worden.